# James Gambier
Ne doit pas être confondu avec John James Gambier.
James Gambier, né en 1723 et mort en 1789, est un officier de la Royal Navy. Il prend part à la guerre de Sept Ans, s’élevant au rang de rear admiral of the Red.
Il est également successivement commandant en chef North America and West Indies Station, puis commandant en chef de la Jamaica Station (en).
L'historien David Syrett (en) le décrit comme corrompu et peu apprécié de ses contemporains.

## Biographie
James Gambier s'engage dans la Royal Navy au début des années 1740 et est promu lieutenant en 1743. Devenu capitaine, il commande le HMS Flamborough (en), puis le HMS Squirrel (en).
Durant la guerre de Sept Ans, aux commandes du HMS Burford il participe à la prise de la forteresse de Louisbourg en 1758 et à celle de la Guadeloupe en 1759.
Le 20 novembre 1759, il prend part à la bataille des Cardinaux, à bord du même vaisseau.
En 1770, il est nommé commandant en chef de la North America and West Indies Station, résultat, semble-t-il de ses bonnes relations avec le vice admiral Samuel Cornish (en).
Lors de l’élévation de Lord Sandwich au rang de First Lord of the Admiralty, il est relevé de ce commandement.
En 1773 il est nommé commissaire du ravitaillement de la Navy en compensation de son éviction politique du poste précédent,. En septembre de la même année, il est promu dans ces fonctions au poste de Portsmouth. Il ne parvient pas à s'y imposer, compte tenu de son manque de formation pour le poste ou de compétence pour gérer une organisation civile de cette taille.
Après sa nomination à l'ancienneté comme rear-admiral of the red en 1778, il retourne en Amérique du Nord, où il est brièvement commandant en chef de la North America and West Indies Station, après avoir démissionné de son poste à Porstmouth. Durant cette affectation, il est accusé à plusieurs reprises de corruption.
Il devient commandant en chef de la Jamaica Station (en) en octobre 1783. À nouveau, il est peu apprécié de ses hommes au point de se faire surnommer « ce vieux reptile indigent ».
Il prend sa retraite en 1784.

## Famille
Il est l'oncle du 1er baron Gambier et le grand-père de l’explorateur James Fitzjames.